# Thriving Ivory (álbum)
Thriving Ivory es el álbum homónimo de la banda de Rock alternativo, Thriving Ivory. El álbum fue originalmente publicado el 18 de mayo de 2003 por la discográfica Wolfgang, y relanzado el 24 de junio de 2008 por Wind-up Records. El sonido de su álbum homónimo está inspirado en bandas como U2 y Coldplay. El álbum alcanzó el #1 en el Billboard Heatseekers chart..

## Información de las canciones
El pianista Scott Jason le dijo a Songfacts la canción "Alien" "es la canción más personal en el álbum. Esa canción es acerca de mi hermano. Y mi hermano es un brillante, brillante, brillante joven, con una beca completa en Berkeley, y él ha pasado por algunas cosas fuertes. Así que la canción es bastante personal."

## Lista de canciones

### Wind-up Records, 2008
Todas las canciones escritas y compuestas por Scott Jason (with Clayton Stroope). 
| N.º | Título | Duración |  |

### Wolfgang Records, 2003
| N.º | Título | Duración |  |